# Ołena Ronżyna
Ołena Iwaniwna Ronżyna-Morozowa (ukr. Олена Іванівна Ронжина (Морозова), ur. 18 listopada 1970) – ukraińska wioślarka, srebrna medalistka olimpijska z  Atlanty.
Brała udział w czterech igrzyskach olimpijskich (IO 92 - jako reprezentantka WNP, IO 96, IO 00, IO 04). Po medal w 1996 sięgnęła w czwórce podwójnej. Osadę tworzyły również Inna Frołowa, Switłana Mazij i Dina Miftachutdinowa. Na mistrzostwach świata zdobyła w tej konkurencji srebro w 1999 i brąz w 1994 oraz 1997.